# Химн на Монако
Монзеганския химн, известен също като „Маршът на Монако“, е националният химн на Монако. Първоначално е приет през 1848 г. с френски текст от Теофил Беландо де Кастро и музика от Теофил Беландо де Кастро и Франсоа-Анри-Жозеф Блейз. Настоящият официален текст, който е на монегаски, е написан през 1931 г. от Луис Нотари, докато настоящото музикално оформление е композирано през 1914 г. от Леон Джеин.

## История
Монегаският адвокат Теофил Беландо де Кастро пише френски текстове и композира музиката на първата версия на химна през 1841 г. По-късно френският музиколог Франсоа-Анри-Жозеф Блейз модифицира мелодията и прави няколко други незначителни промени. През 1848 г. Националната гвардия, създадена от принц Флорестан, приема песента на Беландо де Кастро и тя се превръща в „Марш на националните лоялисти“. През 1896 г. нов аранжимент за пиано, композиран от монегаския композитор Шарл Албрехт, е публикуван в Париж и озаглавен „Air National de Monaco“. През 1897 г. Декурсел, издател в Ница, отпечатва нова версия на композицията на Албрехт под номер 429 и озаглавена „Hymne National de Monaco“.
Години по-късно монегаският музикант Франсоа Белини оркестрира песента на Албрехт – този нов аранжимент за трио е преценен като твърде дълъг от хората през 1900 г. и спира да се изпълнява. Модерната версия е създадена от френския композитор Леон Джеин през 1914 г. и е изпълнена за първи път по време на двадесет и петата годишнина от началото на управлението на принц Албер. През 1931 г. монегаският поет Луи Нотари написва текстовете на монегаски език.
Фернан Бертран от Националния комитет на монегаските традиции по-късно опростява монегаските текстове, като същевременно запазва значението, защото на хората им е трудно да изпълнят първия стих, който има бърз ритъм. Бертран също отбеляза, че вторият куплет вече не се изпълнява. Това е версията, която днес се преподава в училищата на децата и която е известна на почти цялото население.

## Текст
Despoei tugiù, sciü d’u nostru paise
Se ride aù ventu, u meme pavayun
Despoei tugiù a curù russa e gianca
E stà r’emblèma d’a nostra libertà
Grandi e piciui, r’an tugiù respeta.
Amu ch'üna tradiçiun,
Amu ch'üna religiun,
Amu avüu per u nostru unù
I meme Principi tugiù
E ren nun ne scangera
Tantu ch’u suriyu lüjerà ;
Diu sempre n’agiüterà
E ren nun ne scangera